# Pedernales

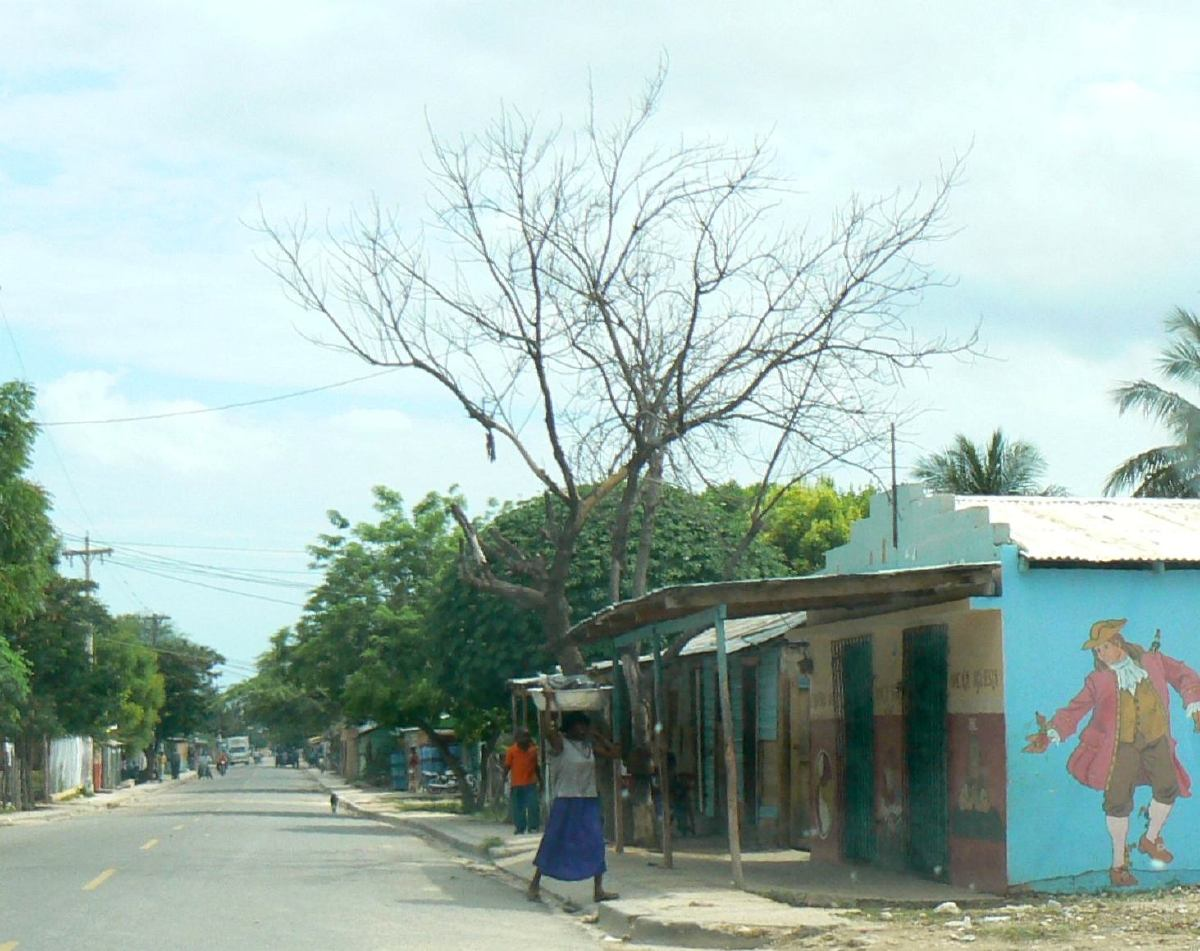
Pedernales

Pedernales ist eine von 31 Provinzen der Dominikanischen Republik. Sie liegt im Südwesten des Landes und grenzt an die Provinzen Barahona (Provinz) und Independencia sowie an Haiti und die Karibik.
Die Provinz hat etwa 31.500 Einwohner (Stand 2010). Ihre Hauptstadt ist die gleichnamige Stadt Pedernales, zu der auch die Inseln Beata und Alto Velo gehören.

## Verwaltungsgliederung
Die Provinz setzt sich aus zwei Municipios zusammen:
- Pedernales (mit den Inseln Beata und Isla Alto) (883,8 km², 24291 Einwohner 2010[1])
- Oviedo (959,6 km², 7296 Einwohner 2010[2])